# Перу
Перу́, устаревшее Пе́ру (исп. Perú, айм. и кечуа Piruw), официальное название — Респу́блика Перу́ (исп. República del Perú [reˈpuβlika ðel peˈɾu], кечуа Piruw Ripuwlika, айм. Piruwxa Ripuwlika), — государство в Южной Америке. Граничит на северо-западе с Эквадором, на севере — с Колумбией, на востоке — с Бразилией, на юго-востоке — с Боливией и Чили. На западе омывается Тихим океаном. Третья по площади (после Бразилии и Аргентины) страна Южной Америки.
Столица и крупнейший город — Лима, другие крупные города — Арекипа, Трухильо, Чиклайо, Пьюра, Уанкайо, Куско, Икитос, Пукальпа и Чимботе.
Перу — унитарное государство и президентская республика. Президент с 7 декабря 2022 года — Дина Болуарте, премьер-министр с 14 мая 2025 года — Эдуардо Арана Иса.

## Этимология
Согласно докладу Хуана де Самано, секретаря Карла V, впервые название Перу упоминается в 1525 году в связи с первой экспедицией Франсиско Писарро и Диего де Альмагро.

## История страны

### Ранний период
Первые жители на территории современного Перу появились в Х тысячелетии до н. э. Они обитали в речных долинах побережья. В Перу каменные орудия, кости животных, остатки растений датируются возрастом, соответственно, более 12 000 лет назад.
Древняя цивилизация Норте-Чико была обнаружена на северно-центральном побережье страны. Она датируется периодом между 3000 и 1800 годами до н. э.
Приблизительно в 1500—430 гг. до н. э. на территориях Перу проживала цивилизация Чачапойя, которая внесла большой вклад в развитие ремёсел этого региона. Одним из основных городов был Леймебамба.

### Государство инков
В XII веке в долине реки Урубамба возникло государство инков. Инки — это не только этнос, но и правящий класс. За пять столетий инкское государство Тауантинсуйу превратилось в крупнейшую империю доколумбовой Америки. На севере граница проходила по реке Патия (Колумбия), на юге — по реке Мауле (Чили), на востоке власть инков распространялась на части территорий нынешних Бразилии, Парагвая и Аргентины. Одна из самых знаменитых крепостей инков — Мачу-Пикчу, находится именно в Перу.
Основной отраслью производства эпохи инков было земледелие. Земля разрыхлялась палками, плуг был неизвестен. Возделывались маис, маниока, картофель, томаты, бобы, табак, кока и хлопок. Из домашних животных разводились ламы. Из ремёсел значительного развития достигли ткачество из хлопка и шерсти, гончарство (без гончарного круга), обработка золота, серебра, меди и бронзы. Кузнечные мехи были неизвестны — огонь раздувался через медные трубы. Неизвестны были и гвозди — доски связывались ремнями. Из камней, сложенных без цемента, строились здания, мосты и дороги. Вместо письменности использовались разноцветные шнурки с узелками (кипу). Основная масса населения — земледельцы — жила общинами, совместно обрабатывая землю. Треть урожая поступала в собственность инков, другая треть — храмам. Кроме того, общины отбывали трудовую повинность на строительстве дорог, мостов, дворцов и поставляли инкам солдат, а также рабынь для гаремов инков и для обслуживания жрецов.

Креолка — аллегорический символ Перу на перуанском соле, 1879

### Испанское завоевание Перу
В 1524 году проживавшие в Панаме конкистадоры Франсиско Писарро, Диего де Альмагро и священник Эрнандо де Луке начали завоевание Перу. В 1529 г. Писарро был назначен наместником вновь открытых земель. В 1531 году Писарро с отрядом из 228 солдат отправился в третью экспедицию. Он воспользовался междоусобной борьбой за власть двух братьев-инков Атауальпа и Уаскара, и в 1533 занял столицу Перу — Куско. Писарро устроил суд над Атауальпой, обвинив его в мятеже против Уаскара, и казнил его.
В 1535 Писарро основал город Лиму, ставший столицей Перу. Тем временем между Писарро и Альмагро вспыхнула борьба из-за захваченной территории, в результате Альмагро был убит в 1538 г., а Ф. Писарро в 1541 г.
В 1544 было учреждено вице-королевство Перу, первым вице-королём стал прибывший из Испании Бласко Нуньес Вела. Он ввёл новый закон, по которому индейцы после смерти конкистадоров переходили в собственность не к их наследникам, а во владение испанской короны. Это привело к восстанию конкистадоров во главе с Гонсало Писарро (братом Франсиско Писарро). Войска вице-короля Велы были разбиты, а сам он убит. Но через два года Гонсало Писарро и его соратники были разбиты войсками нового вице-короля.
Индейцы несколько раз устраивали восстания против испанцев. Самым крупным было восстание индейцев в 1780—1781 гг., во главе с Хосе Габриэлем Кондорканки, объявившим себя потомком последнего правителя-инки Тупак Амару и присвоившим себе его имя. Это восстание, как и все предыдущие, было разгромлено, а предводитель восставших казнён.

### Борьба за независимость

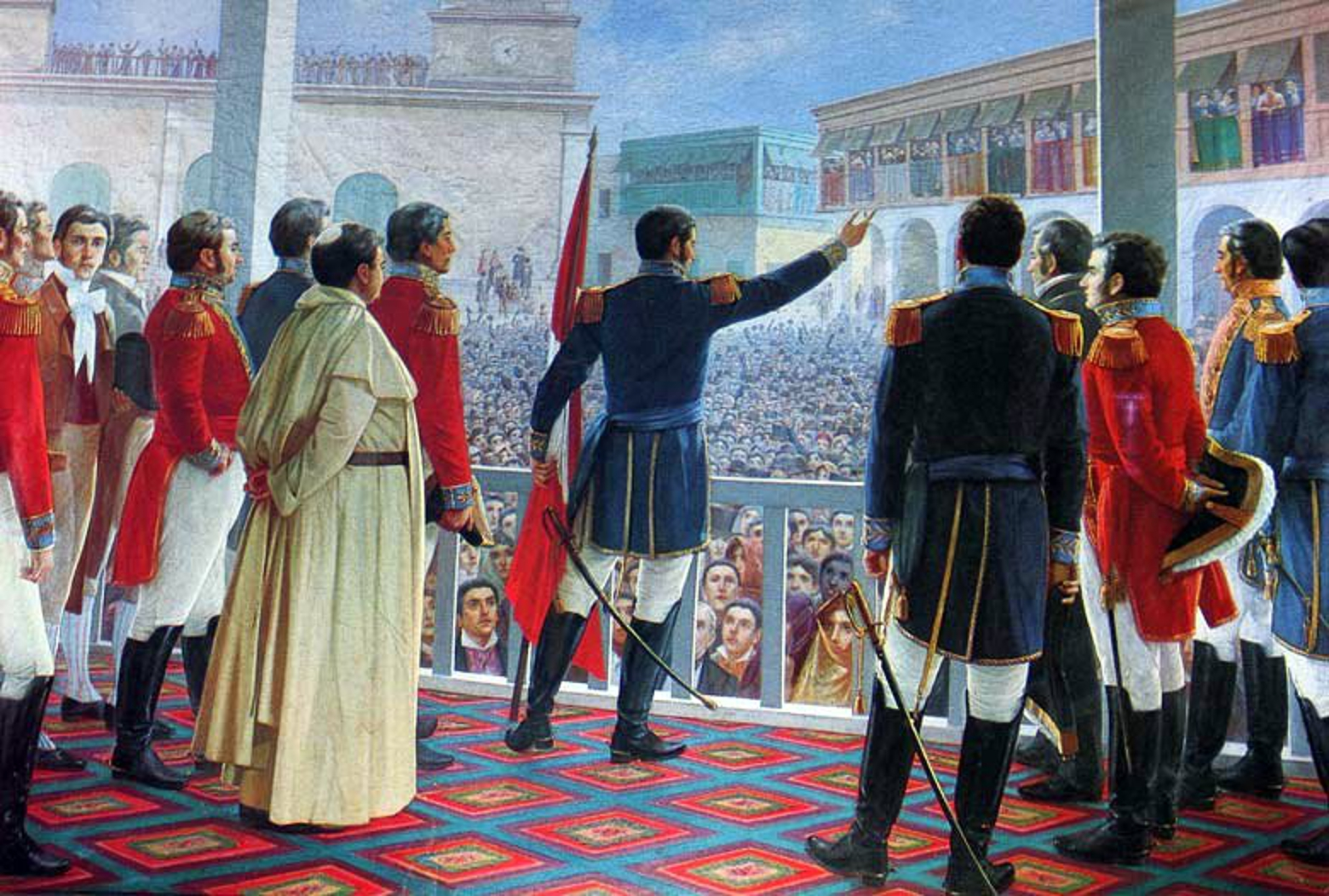
Сан-Мартин провозглашает независимость Перу

В эпоху освободительного движения в Южной Америке в начале XIX века Перу было оплотом испанского колониализма. Из Перу королевские войска посылались в Аргентину, Чили, Колумбию. Но в 1820 в Перу высадился десант из 4,5 тыс. повстанцев во главе с «генералом» Сан-Мартином, прибывшим из Чили. Он взял Лиму и, провозгласив 28 июля 1821 независимость Перу, стал диктатором («протектором»). Однако вскоре в Лиме вспыхнуло восстание против Сан-Мартина, он был вынужден отказаться от власти и вернулся в Чили. В июне 1823 года испанцы вернули себе владычество над Перу.
В 1824 в Перу с севера вторглись войска Сукре, сподвижника Боливара. Они окончательно разбили испанцев. Боливар разделил Перу на две страны — собственно Перу, которым стал править сам, и Боливию (названную в его честь), которую он отдал под правление Сукре.

### Перу в XIX веке
История республики Перу в первые 20 лет её независимости заполнена борьбой с Боливией, восстаниями и переворотами. При президенте Кастилье с 1855 года было отменено рабство. В 1864—1865 годы, Перу вместе с Чили, Боливией и Эквадором участвовало в войне против Испании. В 1879—1883 годы шла Тихоокеанская война из-за боливийской провинции Антофагаста, богатой залежами селитры. В этой войне Чили начала военные действия против Боливии и Перу, заключивших военный союз. Перу потерпело поражение, чилийцы заняли почти всё южное побережье Перу и вошли в Лиму.

### Перу до 1968 года
В 1918—1919 годах происходили забастовки горняков, текстильщиков, портовых рабочих, перераставшие иногда в вооружённые столкновения с правительственными войсками. Рабочих поддержали студенчество, выступившее за реформу системы образования, и некоторая часть военнослужащих. В этих условиях финансист Аугусто Легия совершил переворот и установил режим личной диктатуры (1919—1930). Правительство Легии поощряло инвестиции американских компаний, особенно нефтяных, однако оно было вынуждено пойти на некоторые ограничения прав иностранных капиталистов. По конституции 1920 г. недра были объявлены государственным достоянием, собственность на землю регулировалась исключительно перуанскими законами. Крестьянские общины получили право юридического лица, были введены прогрессивно-подоходный налог и социальное страхование для трудящихся.
В условиях начавшегося в 1927 нового подъёма левого движения в 1928 под руководством Х. К. Мариатеги была основана Перуанская коммунистическая партия (ПКП), до 1930 называлась Социалистической партией. Коммунисты возглавили забастовки на принадлежавших североамериканским компаниям медных рудниках и нефтепромыслах, создали Всеобщую конфедерацию трудящихся, объединившую 90 тыс. чел., Федерацию батраков и индейцев.
Мировой экономический кризис 1929—1933 особенно сильно поразил горнодобывающую промышленность. В 1930 произошли крупные стачки рабочих и служащих, крестьянские выступления, а также волнения на флоте и в армии. Лидеры левой апристской партии (её официальное наименование Американский народно-революционный альянс, испанское сокращение — АПРА) успешно сорвали усилия коммунистов, направленные на создание «народного антиимпериалистического фронта». В 1932 г. конгресс принял ряд законов, направленных против подрывных элементов. Власти получили право запрещать собрания, митинги, закрывать газеты. В апреле 1933 года была введена новая конституция, установившая президентско-парламентский режим.

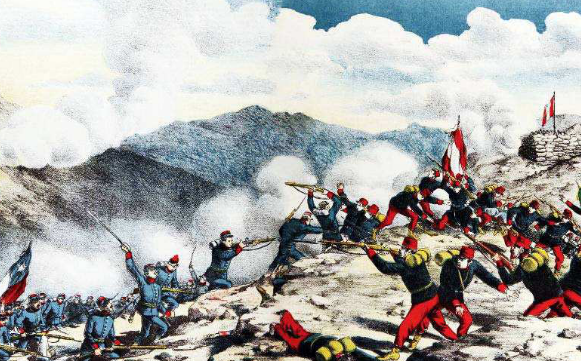
Вторая тихоокеанская война

- 1532 — испанские конкистадоры завоевали территорию Перу.
- 1535 — основана Лима — столица современного Перу.
- 1544 — основано вице-королевство Перу.
- 1821 — независимость Перу.
- 1824 — битва при Аякучо. Разгром армий испанских колонизаторов.
- 1877 — битва в бухте Пакоча. Первое в истории применение торпеды.

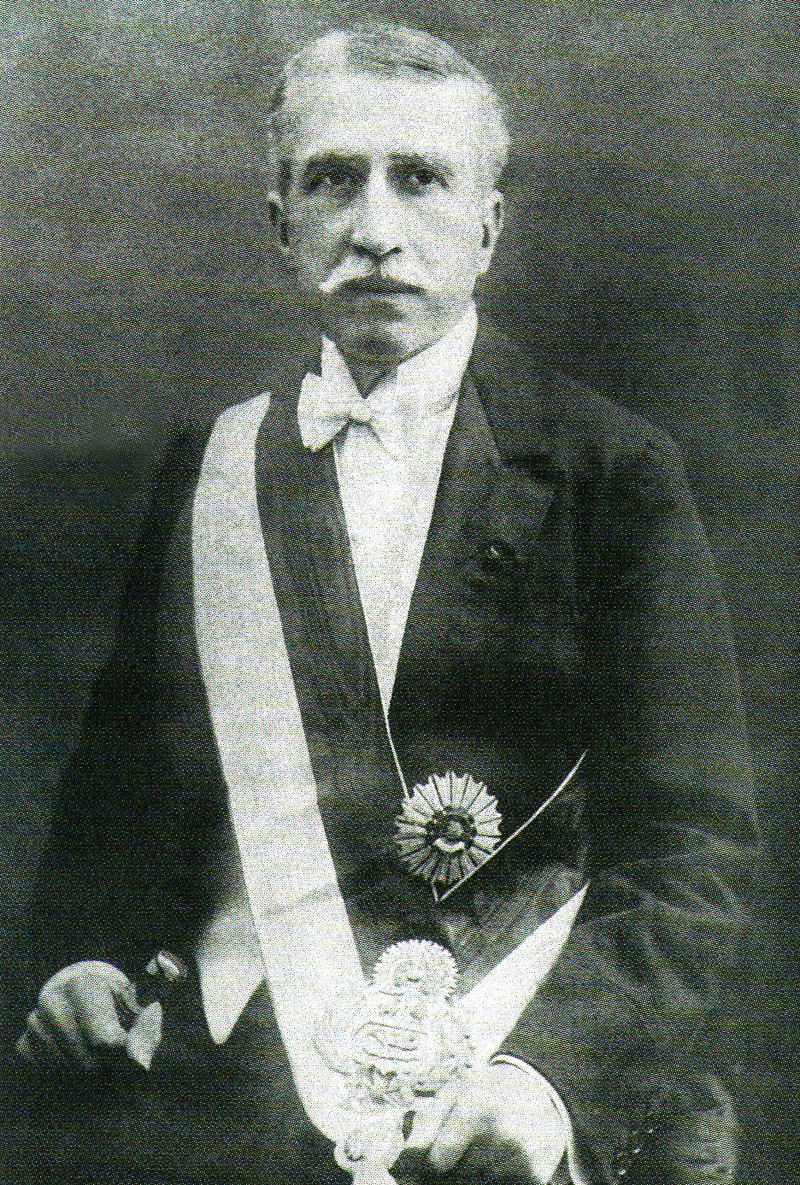
Лидер Перу Аугусто Бернардино Легия-и-Сальседо

- 1932—1933 — Перуано-колумбийская война.
- 1941 — Перуано-эквадорская война.
- 1965 — «Повстанческий год», сразу три леворадикальные организации начинают герилью с целью свержения правительства.

### Перу после 1968
- 1968 — военный переворот. К власти приходят левые офицеры во главе с Хуаном Веласко Альварадо, который пытался провести в стране широкие реформы, стоящие по степени прогрессивности на уровне Кубинской революции и Сандинистской революции.
- 1970—1980-е годы — зарождение и выступление маоистского партизанского движения «Сендеро Луминосо», позиционировавшего себя как «четвёртая ступень ленинского учения, после Маркса, Ленина, Сталина и Мао Цзэдуна».
- 1980 — военные передают власть гражданскому правительству, леворадикальные группировки начинают длительную вооружённую борьбу с правительством.
- 1980—1985 — второе президентство Фернандо Белаунде Терри.
- 1981 — Война Пакиша.
- 1985—1990 — первое президентство Алана Гарсиа.
- 1990—2000 — президентство Альберто Фухимори.
- 1995 — война Альто-Сенепа.
- 2000 — свержение режима Фухимори в результате нескольких факторов: массовых народных выступлений, давления международных организаций и нестабильности в руководстве страны.
- 2001—2006 — президентство Алехандро Толедо.
- 2006—2011 — второе президентство Алана Гарсиа.
- 2011—2016 — президентство лидера Перуанской националистической партии Ольянта Умала.
- 2016—2018 — президентство Педро Пабло Кучински. Ушёл в отставку, не дожидаясь голосования по импичменту из-за коррупции[19].
- 2018—2020 — президентство Мартина Вискарра.
- 10 ноября 2020 года пленум конгресса Перу проголосовал за отстранение Мартина Вискарры от должности президента в связи с обвинениями его во взяточничестве на посту губернатора региона Мокегуа в 2011—2014 годах.
- 2020—2020 — президентство Мануэля Мерино. Отставка после многочисленных уличных протестов[20].
- 2020—2021 — президентство Франсиско Сагасти.
- 2021—2022 — президентство Педро Кастильо. Протесты в Перу 2022 году. 7 декабря 2022 года импичмент по обвинению в коррупции[21].
- 2022 — н.в. — президентство Дина Болуарте.

## Политическое устройство
Перу — республика. Основной закон — Конституция. Глава государства — президент, избираемый населением на пятилетний срок. Президентом был, с 23 марта 2018 года до 12 ноября 2020 года, в связи с отставкой Педро Пабло Кучински, Мартин Вискарра. Нынешний президент — конгрессмен Франсиско Сагасти, 76-летний инженер и учёный, будет руководить страной до президентских выборов, которые состоятся в следующем году — до него эти обязанности исполнял Мануэль Мерино, который пришёл на смену Мартину Вискарре, смещённому в результате импичмента.
Премьер-министр Перу назначается президентом и утверждается Конгрессом, с 8 февраля 2022 года эту должность занимает Анибаль Торрес.
Парламент — однопалатный Конгресс республики Перу, 130 депутатов. Нынешним президентом конгресса является Мануэль Мерино.
По результатам выборов 2016, в конгрессе были представлены 8 блоков и 19 не сгруппированы:
- Блок «Народная сила» (Fuerza popular) — 59 (правоцентристская)
- Блок не сгруппированы — 19
- Блок «Перуанцы за перемены» (Peruanos por el Cambio) — 15 (правый)
- Блок «Широкий фронт» (Frente Amplio) — 10 (левый)
- Блок «Новый Перу» (Nuevo Perú) — 10 (левый)
- Блок «Альянс за прогресс» (Alianza para el progresso) — 8 (правоцентристская)
- Блок «Народное действие» (Acción Popular) — 10 (правый)
- Американский народно-революционный альянс, АПРА (Partido Aprista Peruano, APRA) — 5 (правоцентристская)

Кроме того, имеются более 10 нелегальных партий, не представленных в парламенте, не менее четырёх коммунистических партий, а также несколько коммунистических партизанских группировок: Сияющий путь, Революционное движение Тупака Амару, Революционное левое движение. Эти стороны в Перу считаются террористическими и незаконными.

## Административное деление

Регионы Перу

До 2002 года государство делилось на 24 департамента — до образования новых регионов. 18 ноября 2002 года, в соответствии с вышедшим указом, территория была поделена на 25 регионов. Эти регионы образованы из провинций, которые, в свою очередь, состоят из районов. Таким образом, в Перу 195 провинций и 1833 района. Город Лима, столица, расположенная в центральной части побережья страны, входит в отдельную провинцию. Особенность провинции Лима-Метрополитана в том, что она не принадлежит числу всех 25 регионов.

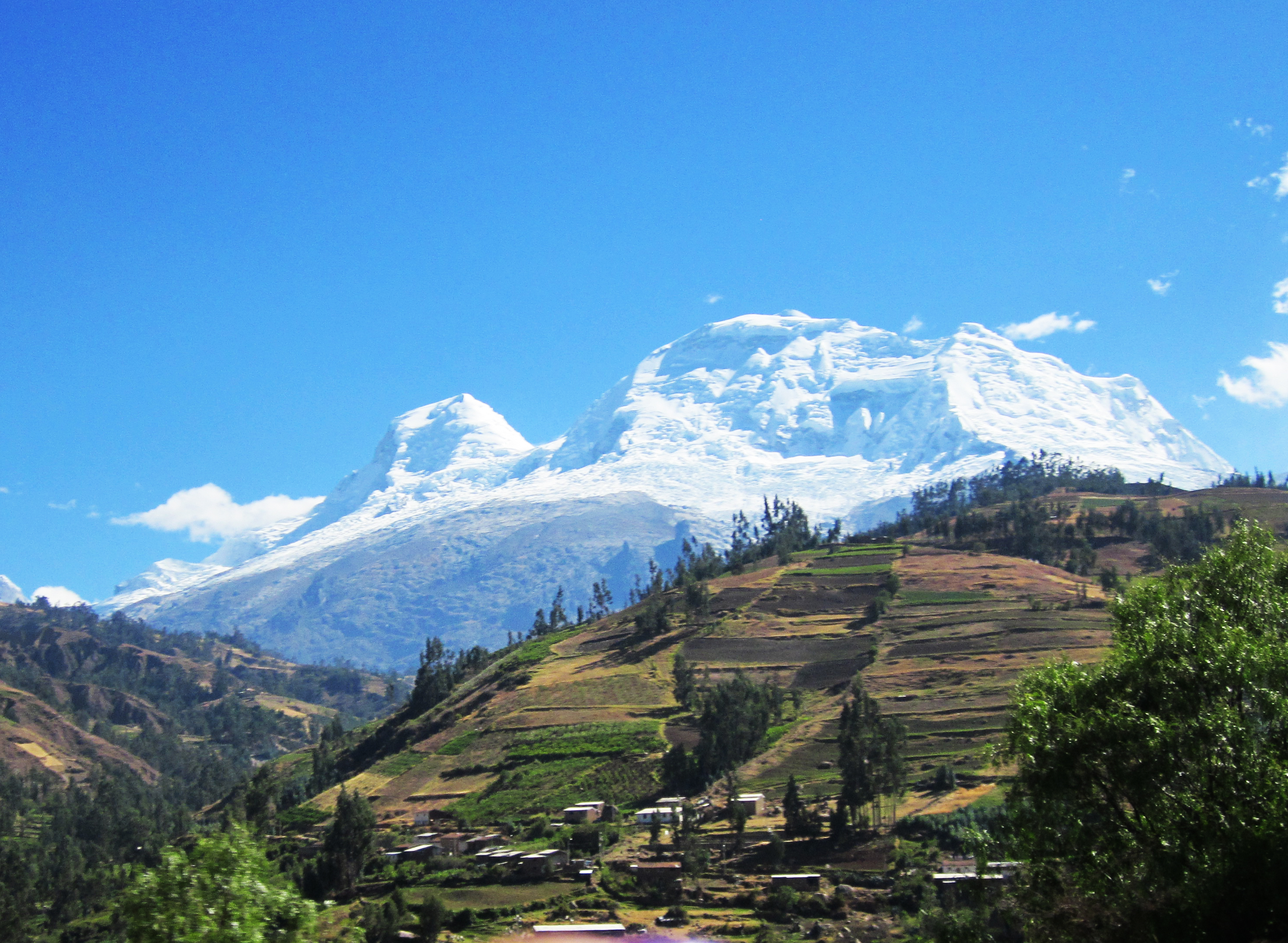
Уаскаран, Анкаш

Мачу-Пикчу, Куско

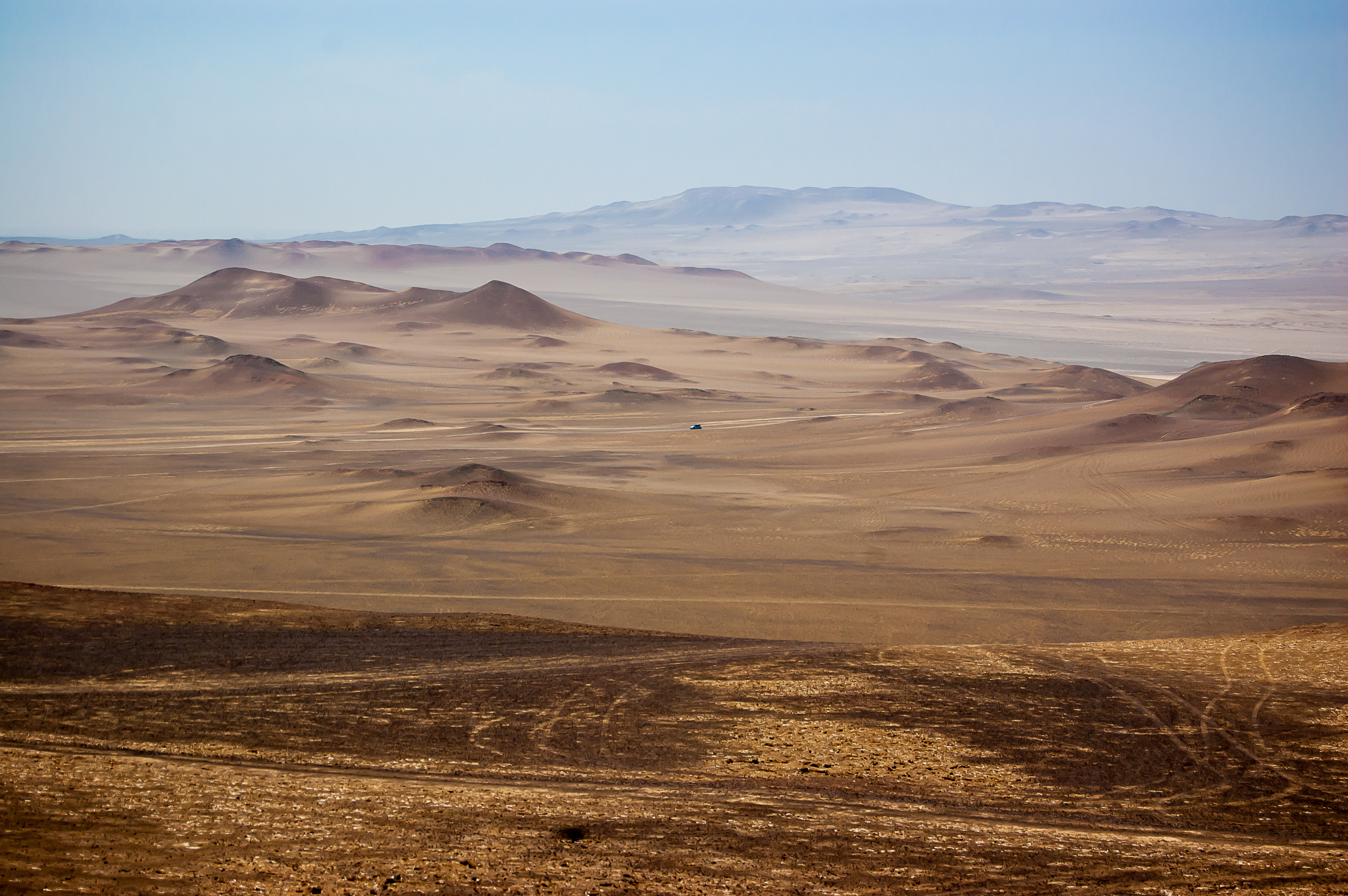
Паракас, Ика

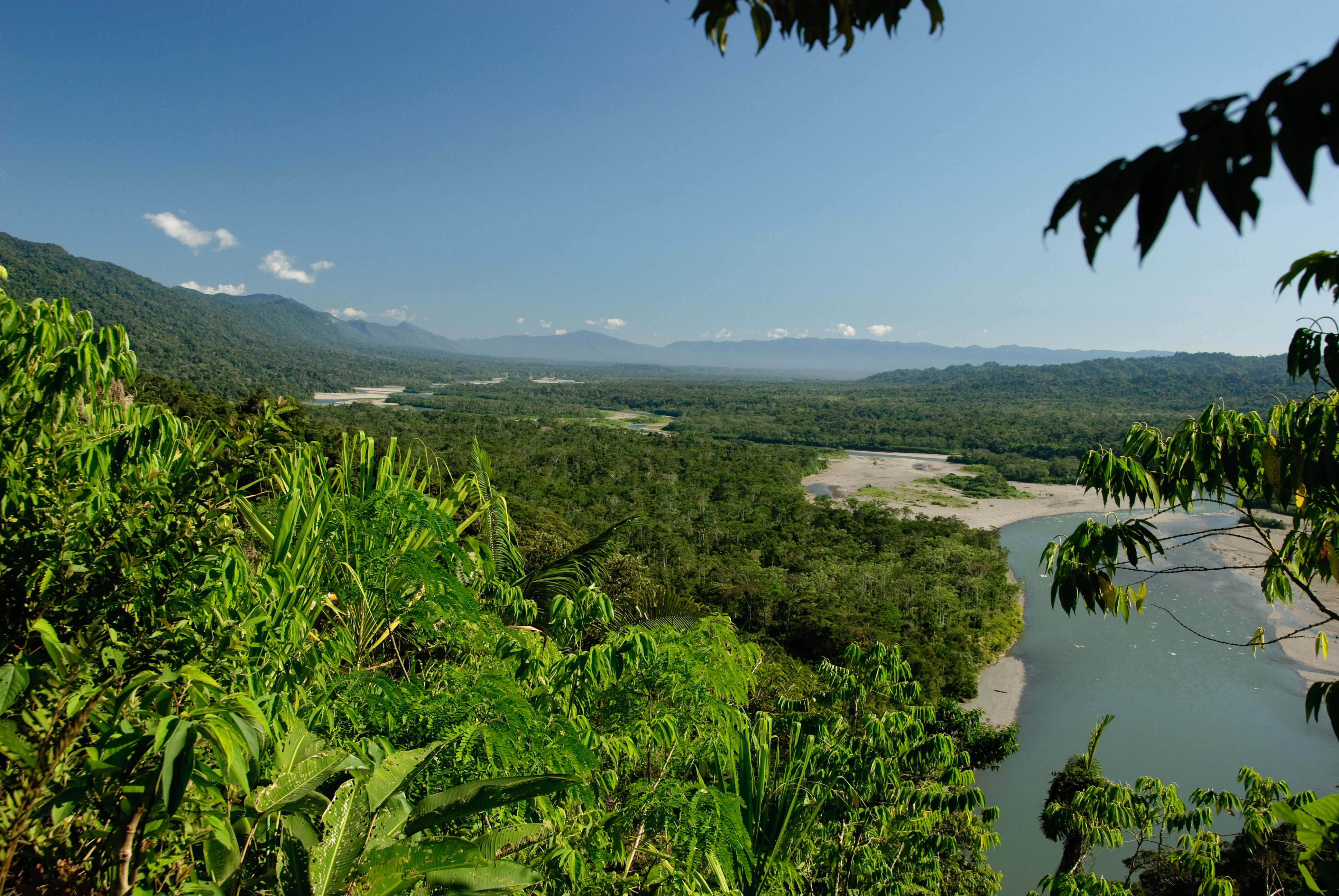
Ману, Мадре-де-Дьос

| \| Регион \| ISO \| UBIGEO \| Административный центр \| Площадь (км²) \| Население чел. (2017) \| Плотность населения (чел./км²) \| Расположение \| \| ------------------ \| --- \| ------ \| ---------------------- \| ------------- \| --------------------- \| ------------------------------ \| ------------ \| \| Амасонас \| AMA \| 01 \| Чачапояс \| 39 249,13 \| 379 384 \| 9,7 \| \| \| Анкаш \| ANC \| 02 \| Уарас \| 35 826 \| 1 083 519 \| 30,2 \| \| \| Апуримак \| APU \| 03 \| Абанкай \| 20 895,79 \| 405 759 \| 19,42 \| \| \| Арекипа \| ARE \| 04 \| Арекипа \| 63 345,39 \| 1 382 730 \| 21,83 \| \| \| Аякучо \| AYA \| 05 \| Аякучо \| 43 814,80 \| 616 176 \| 14,06 \| \| \| Кахамарка \| CAJ \| 06 \| Кахамарка \| 33 248 \| 1 341 012 \| 40,3 \| \| \| Кальяо \| CAL \| 07 \| Кальяо \| 146,98 \| 994 494 \| 6815,8 \| \| \| Куско \| CUS \| 08 \| Куско \| 71 892 \| 1 205 527 \| 16,75 \| \| \| Уанкавелика \| HUV \| 09 \| Уанкавелика \| 22 131,47 \| 347 639 \| 15,71 \| \| \| Уануко \| HUC \| 10 \| Уануко \| 36 938 \| 721 047 \| 19,3 \| \| \| Ика \| ICA \| 11 \| Ика \| 21 327,83 \| 850 765 \| 39,89 \| \| \| Хунин \| JUN \| 12 \| Уанкайо \| 44 410 \| 1 246 038 \| 28,1 \| \| \| Ла-Либертад \| LAL \| 13 \| Трухильо \| 25 570 \| 1 778 080 \| 69,7 \| \| \| Ламбаеке \| LAM \| 14 \| Чиклайо \| 14 231,30 \| 1 197 260 \| 82,7 \| \| \| Лима \| LIM \| 15 \| Уачо \| 32 137 \| 910 431 \| 28,3 \| \| \| Лорето \| LOR \| 16 \| Икитос \| 368 851,95 \| 883 510 \| 2,4 \| \| \| Мадре-де-Дьос \| MDD \| 17 \| Пуэрто-Мальдонадо \| 85 183 \| 141 070 \| 1,68 \| \| \| Мокегуа \| MOQ \| 18 \| Мокегуа \| 15 733,97 \| 174 863 \| 11,11 \| \| \| Паско \| PAS \| 19 \| Серро-де-Паско \| 25 319,59 \| 254 065 \| 10,2 \| \| \| Пьюра \| PIU \| 20 \| Пьюра \| 35 892,49 \| 1 856 809 \| 52,1 \| \| \| Пуно \| PUN \| 21 \| Пуно \| 71 999 \| 1 172 697 \| 16,29 \| \| \| Сан-Мартин \| SAM \| 22 \| Мойобамба \| 51 253,31 \| 813 381 \| 15,9 \| \| \| Такна \| TAC \| 23 \| Такна \| 16 075,89 \| 329 332 \| 20,49 \| \| \| Тумбес \| TUM \| 24 \| Тумбес \| 4 669,20 \| 224 863 \| 48,2 \| \| \| Укаяли \| UCA \| 25 \| Пукальпа \| 102 410,55 \| 496 459 \| 4,9 \| \| \| Лима-Метрополитана \| \| \| Лима \| 2 665 \| 8 574 974 \| 3276,8 \| \| |     |        |                        |               |                       |                                |              |
| Регион | ISO | UBIGEO | Административный центр | Площадь (км²) | Население чел. (2017) | Плотность населения (чел./км²) | Расположение |
| Амасонас | AMA | 01     | Чачапояс               | 39 249,13     | 379 384               | 9,7                            |              |
| Анкаш | ANC | 02     | Уарас                  | 35 826        | 1 083 519             | 30,2                           |              |
| Апуримак | APU | 03     | Абанкай                | 20 895,79     | 405 759               | 19,42                          |              |
| Арекипа | ARE | 04     | Арекипа                | 63 345,39     | 1 382 730             | 21,83                          |              |
| Аякучо | AYA | 05     | Аякучо                 | 43 814,80     | 616 176               | 14,06                          |              |
| Кахамарка | CAJ | 06     | Кахамарка              | 33 248        | 1 341 012             | 40,3                           |              |
| Кальяо | CAL | 07     | Кальяо                 | 146,98        | 994 494               | 6815,8                         |              |
| Куско | CUS | 08     | Куско                  | 71 892        | 1 205 527             | 16,75                          |              |
| Уанкавелика | HUV | 09     | Уанкавелика            | 22 131,47     | 347 639               | 15,71                          |              |
| Уануко | HUC | 10     | Уануко                 | 36 938        | 721 047               | 19,3                           |              |
| Ика | ICA | 11     | Ика                    | 21 327,83     | 850 765               | 39,89                          |              |
| Хунин | JUN | 12     | Уанкайо                | 44 410        | 1 246 038             | 28,1                           |              |
| Ла-Либертад | LAL | 13     | Трухильо               | 25 570        | 1 778 080             | 69,7                           |              |
| Ламбаеке | LAM | 14     | Чиклайо                | 14 231,30     | 1 197 260             | 82,7                           |              |
| Лима | LIM | 15     | Уачо                   | 32 137        | 910 431               | 28,3                           |              |
| Лорето | LOR | 16     | Икитос                 | 368 851,95    | 883 510               | 2,4                            |              |
| Мадре-де-Дьос | MDD | 17     | Пуэрто-Мальдонадо      | 85 183        | 141 070               | 1,68                           |              |
| Мокегуа | MOQ | 18     | Мокегуа                | 15 733,97     | 174 863               | 11,11                          |              |
| Паско | PAS | 19     | Серро-де-Паско         | 25 319,59     | 254 065               | 10,2                           |              |
| Пьюра | PIU | 20     | Пьюра                  | 35 892,49     | 1 856 809             | 52,1                           |              |
| Пуно | PUN | 21     | Пуно                   | 71 999        | 1 172 697             | 16,29                          |              |
| Сан-Мартин | SAM | 22     | Мойобамба              | 51 253,31     | 813 381               | 15,9                           |              |
| Такна | TAC | 23     | Такна                  | 16 075,89     | 329 332               | 20,49                          |              |
| Тумбес | TUM | 24     | Тумбес                 | 4 669,20      | 224 863               | 48,2                           |              |
| Укаяли | UCA | 25     | Пукальпа               | 102 410,55    | 496 459               | 4,9                            |              |
| Лима-Метрополитана |     |        | Лима                   | 2 665         | 8 574 974             | 3276,8                         |              |

## Географические данные

Физическая карта Перу

Территорию Перу можно разделить на три региона, отличающихся характером рельефа, климатом, флорой и фауной.
На западе, вдоль берега Тихого океана, протянулась узкая полоса пустынных береговых равнин (Коста). Здесь пустынный, крайне засушливый климат, количество осадков — от нескольких миллиметров на юге до 300 мм на севере. Уникальная особенность климата — высокая влажность, частые туманы и большое количество пасмурных дней в году при том, что эта территория является пустыней. Крупнейшие пустыни — Сечура и Ика, переходящие южнее в чилийскую пустыню Атакама. В отдельных районах склоны Анд подступают вплотную к берегу, наиболее широкая часть косты находится на севере. Флора представлена редкой ксерофитной растительностью, а в отдельных местах образовались особые экосистемы из растений, приспособившихся к местным условиям — высокой влажности и низкому количеству осадков.
Восточнее расположен горный пояс Анд — сьерра. Высшая точка — гора Уаскаран (6768 метров); всего в Перу насчитывается более трёх десятков горных вершин высотой более 6000 метров. Рельеф сложный, расчленённый, много долин и каньонов. На юге находится северная оконечность плато Альтиплано. Ярко выражена высотная поясность, в стране есть своя классификация природных регионов по высоте над уровнем моря (см. Восемь природных регионов Перу). Климат очень неоднороден, так как на него влияют высота над уровнем моря и два абсолютно противоположных по климатическим особенностям региона: пустынное побережье на западе и Амазонская низменность на востоке. Количество осадков, а, следом за ним, и биологическое разнообразие, увеличивается при продвижении на восток.
На востоке расположена Амазонская низменность (сельва) — территория влажных тропических лесов. Климат крайне влажный, количество осадков — до 3200 мм в год. Среднегодовая температура +25 °C, без значительных колебаний в течение года. Флора и фауна характеризуются огромным разнообразием. Здесь обитают коренные племена Амазонии, до сих пор сохранились неконтактные племена. Амазонской экосистеме угрожает бесконтрольная вырубка лесов и развивающаяся нефтедобыча.
Река Амазонка и две образующие её реки — Укаяли и Мараньон протекают по территории Перу. На высоте 3800 метров над уровнем моря, на границе с Боливией находится озеро Титикака, а в центре, на высоте 4080 метров — менее известное озеро Хунин.
Самой западной точкой Перу и всей Южной Америки является мыс Париньяс.
Перу имеет сухопутные границы с пятью странами: Боливией — 1075 километров, Бразилией — 2995 километров, Чили — 171 километр, Колумбией — 1800 километров и Эквадором — 1420 километров.
Вся территория страны находится в сейсмоопасной зоне, сильные землетрясения в Перу происходят примерно с периодичностью раз в год. Сейсмоопасность связана с тем, что на океанском побережье Перу образовалась зона субдукции, связанная с наплыванием Южно-Американской плиты на погрузившуюся под неё плиту Наска.

## Экономика

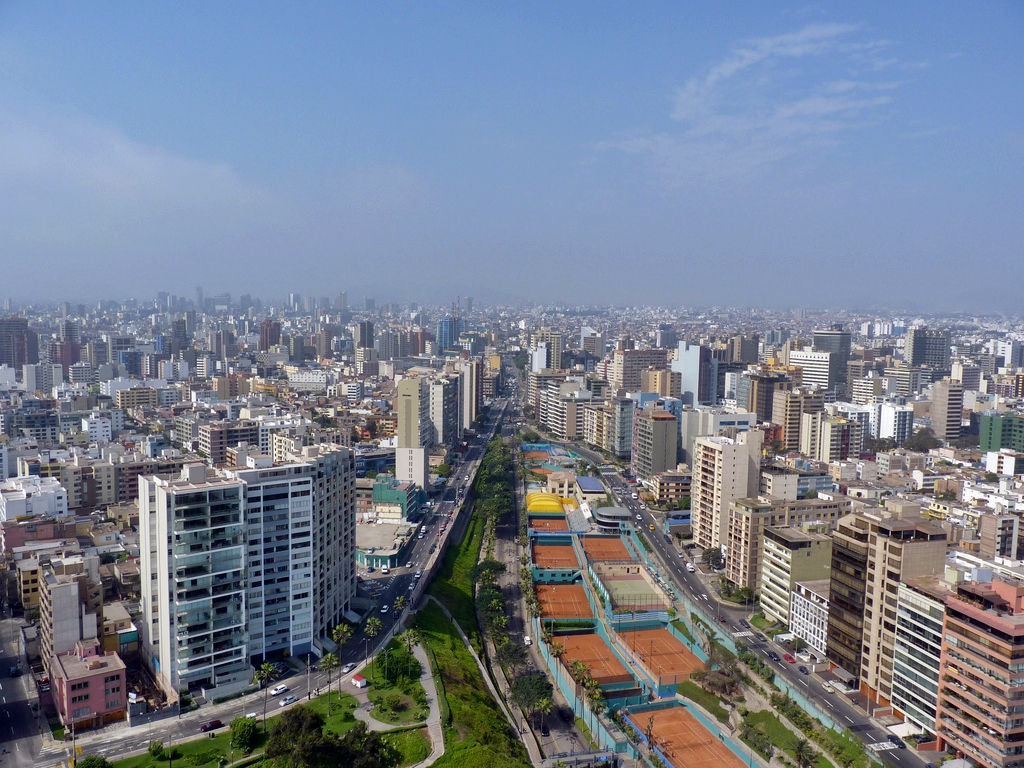
Лима

Минимальный размер оплаты труда в Перу в 2018 году составлял 930 солей (280,08 $). Средний размер оплаты труда в Перу на 2018 год составлял 1704,14 солей (520,36 $).
Природные ресурсы — медь, серебро, золото, нефть, лес, железная руда, уголь, фосфаты, гидроэнергия, газ.
Перу — аграрная страна с развитой горнодобывающей и развивающейся обрабатывающей промышленностями.
ВВП на душу населения в 2009 году — 8 600 $ (115-е место в мире). Безработица — 9 % (в 2009), ниже уровня бедности — 45 % населения (в 2006).
Промышленность (25 % ВВП, 24 % работающих) — добыча и обработка минеральных ископаемых; выплавка стали и других металлов; добыча и переработка нефти и газа; обработка рыбы, текстиль, одежда, пищевая промышленность.
Сельское хозяйство (8 % ВВП, 0,7 % работающих) — спаржа, кофе, какао, хлопчатник, сахарный тростник, рис, картофель, кукуруза, виноград, апельсины, ананасы, гуава, бананы, яблоки, лимоны, персики, кока, помидоры, манго, ячмень, лекарственные растения, кокосы, пшеница, бобы; птица, мясо-молочное животноводство; рыболовство.
Сфера обслуживания — 67 % ВВП, 75 % работающих.

### Внешняя торговля
Экспорт — 42,47 млрд $ (в 2017 году) — медь, золото, свинец, цинк, олово, железная руда, молибден, серебро, сырая нефть и нефтепродукты, природный газ, кофе, спаржа и другие овощи, фрукты, одежда и текстиль, рыбная мука, рыба, химикаты, готовые металлические изделия, сплавы.
Основные покупатели — Китай — 26,5 %, США — 15,2 %, Швейцария — 5,2 %, Южная Корея — 4,4 %, Испания — 4,1 %, Индия — 4,1 %.
Импорт — 38,8 млрд $ (в 2017 году) — нефтепродукты, химикаты, пластмассы, машины, транспортные средства, электротехническое и телекоммуникационное оборудование, сталь, пшеница, кукуруза, соевые продукты, бумага, хлопок, лекарства.
Основные поставщики — Китай — 22,3 %, США — 20,1 %, Бразилия — 6 %, Мексика — 4,4 %.

## Население
| Год  | Население  |
| ---- | ---------- |
| 1700 | 2 500 000  |
| 1800 | 2 500 000  |
| 1900 | 4 836 000  |
| 1950 | 7 969 000  |
| 2000 | 25 952 000 |
| 2012 | 30 300 000 |
| 2017 | 31 237 000 |

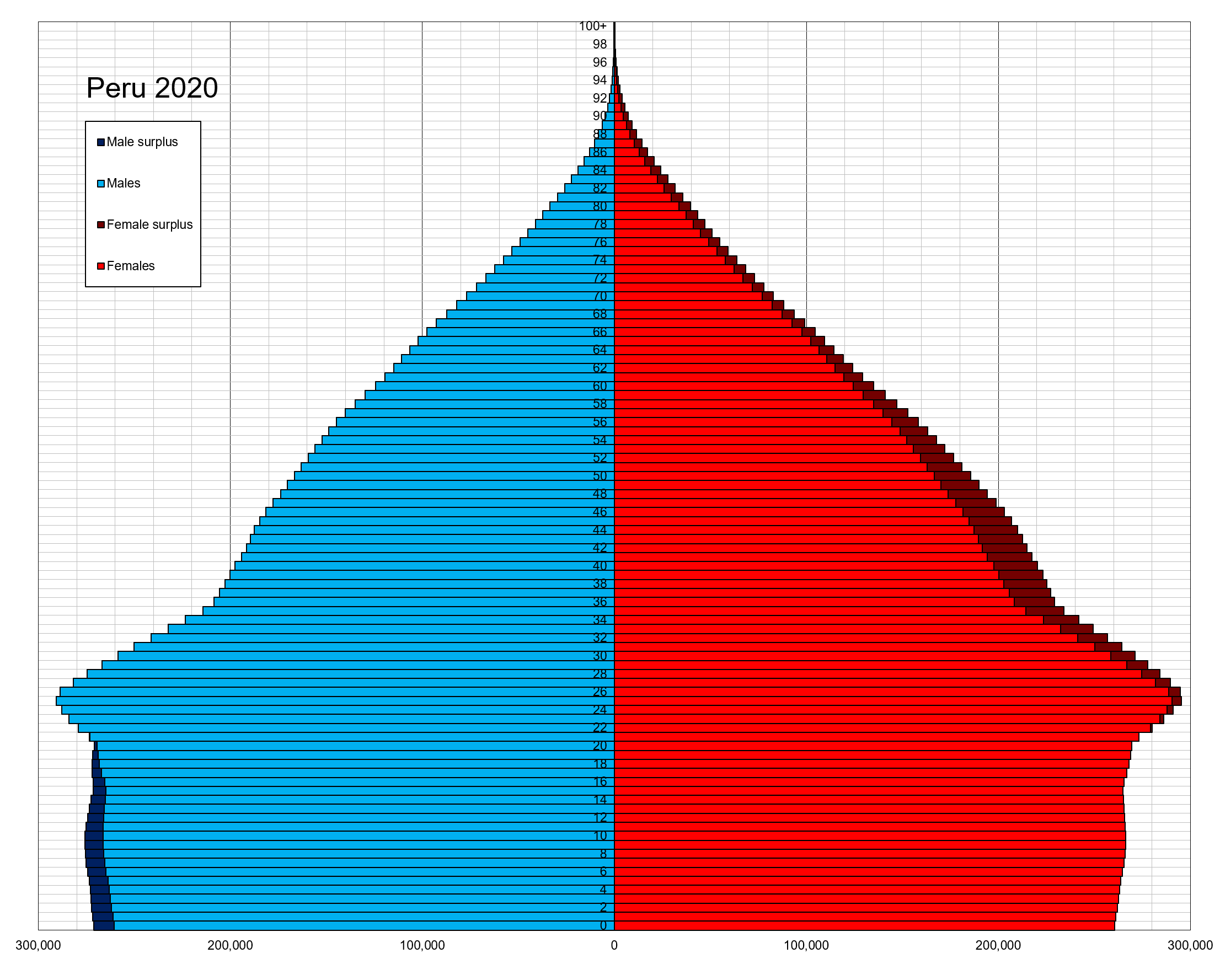
Возрастно-половая пирамида населения Перу на 2020 год

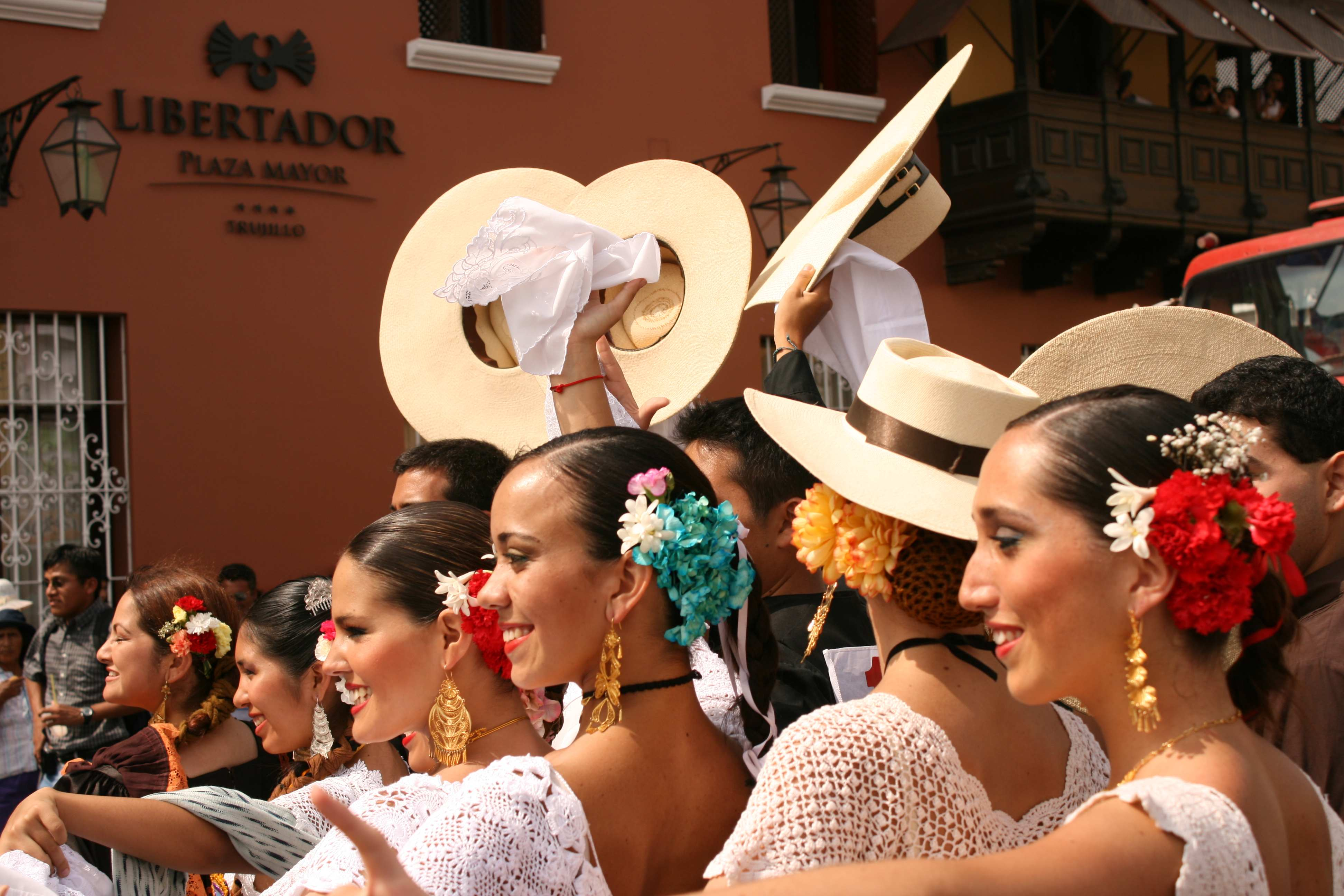
Перуанцы европейского и смешанного происхождения

Численность населения — 31 237 385 (перепись 2017).
Годовой прирост — 1,0 % (фертильность — 2,3 рождений на женщину).
Средняя продолжительность жизни — 75 лет: 72 года у мужчин и 77 лет у женщин.
Городское население — 79,3 % (2017).
Половая структура: 49,2 % — мужчины, 50,8 % — женщины.
Заражённость вирусом иммунодефицита (ВИЧ) — 0,5 % (оценка 2007).
Этно-расовый состав: метисы — 60,2 %, кечуа — 22,3 %, белые — 5,9 %, афроперуанцы — 3,6 %, аймара — 2,4 %, остальные (коренные амазонские племена, ашанинка, агуаруна, шипибо-конибо, японцы, китайцы) — 2,3 %.
Языки: официальные — испанский и кечуа, распространены аймара и другие индейские языки.
Грамотность — 95 %: 97,4 % среди мужчин и 92,7 % среди женщин (по переписи 2017 года).
Религиозный состав: католики — 76 %, протестанты — 14,1 %, другие — 4,8 %, неопределившиеся и атеисты — 5,1 % (по переписи 2017 года). Среди протестантских групп — сторонники Ассамблей Бога, адвентисты и баптисты.

### Индейские цивилизации

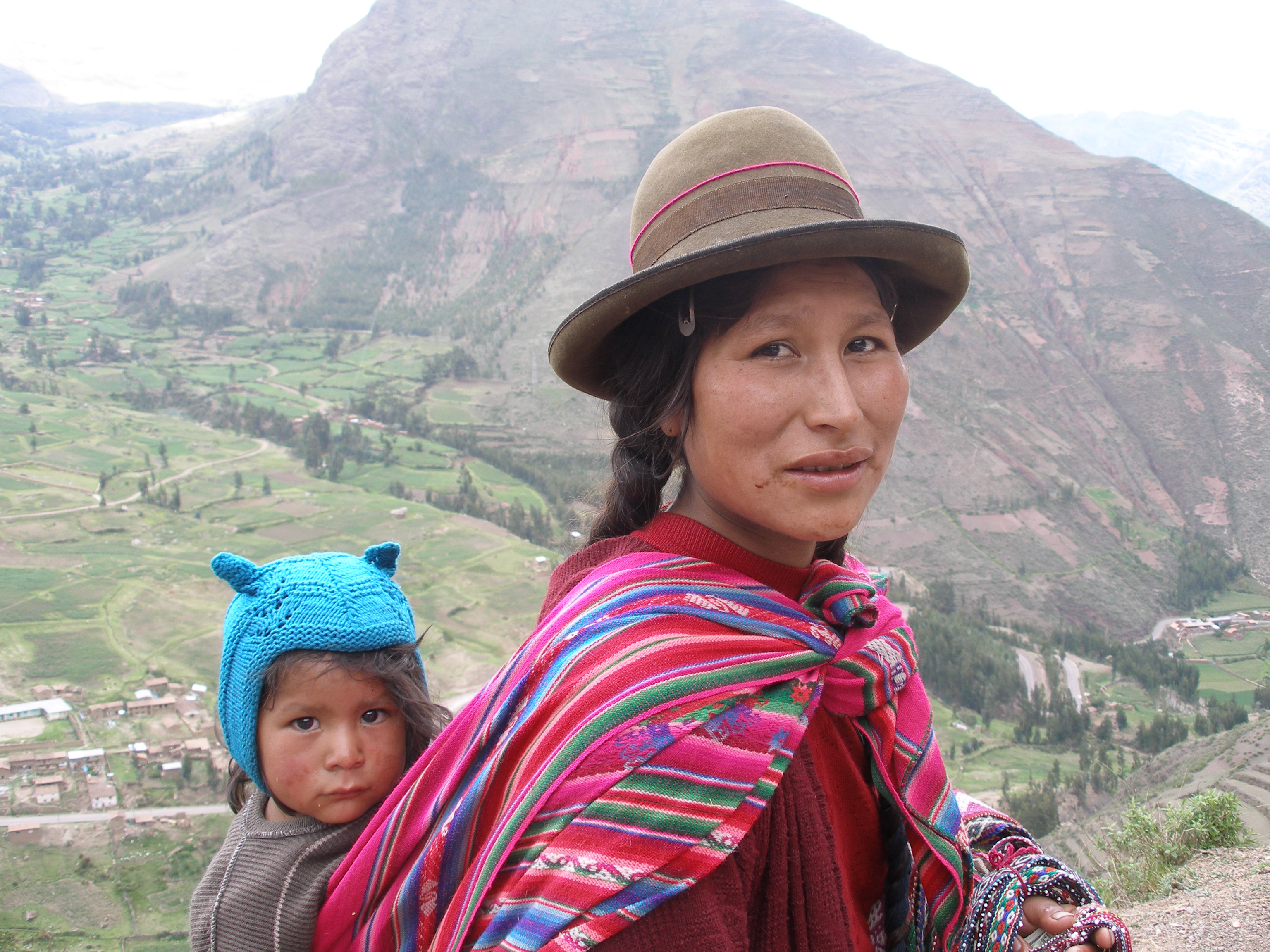
Женщина-кечуа с ребёнком

Как и население соседних латиноамериканских государств, население Перу является отражением этнографической картины Южной Америки, включающей автохтонные элементы, во́лны европейских миграций и разнообразное смешение культур и языков. Вплоть до середины XVI века территория Перу была центром империи инков — одного из наиболее высокоразвитых индейских племён, сумевшего создать цивилизацию в условиях сурового высокогорного климата.

### Испанские колониальные захваты
К концу XVI века Перу стала частью колониальных владений испанцев, протянувшихся на тысячи километров вдоль западного побережья обоих континентов. Став одним из двух главных центров колониальной империи (наравне с Мехико), Лима превратилась в центр испанской иммиграции, которая, однако, была немногочисленной. Основная масса прибывших из Испании в тот период оседала или в Лиме, или в других прибрежных городах. Большинство поселенцев — испанские мужчины — быстро смешались с индейскими женщинами, дав начало обширной группе испаноязычных креолов и метисов. В целом испанская культура Средиземноморья довольно гармонично вписалась в перуанские реалии и, несмотря на некоторые конфликты с индейцами и болезни, занесённые европейцами, она не привела к почти тотальному коллапсу или геноциду коренного населения, имевшему место в США и Канаде. Восточные районы Перу (сьерра и сельва) были слабо затронуты европейским влиянием, и в них до наших дней сохраняются почти нетронутыми индейские обычаи и культура, хотя испанский язык становится всё более распространённым.

### Современность
В современной стране население условно подразделяется на три части по количеству ландшафтных групп в стране. Наиболее заселены коста (побережье Тихого океана) и сьерра (прилежащие горные долины), менее всего — сельва Амазонки на востоке страны. Значительная часть населения имеет смешанное происхождение. В столице и на побережье проживает некоторое количество (10 % населения) преимущественно европейского (в основном испанского, но также французского, итальянского и немецкого — более поздние иммигранты конца XIX — начала XX веков) происхождения, составляющее политическую и экономическую элиту современного Перу. Наравне с ними в столице проживают группы азиатов, преимущественно китайского и японского происхождения, также играющие важную роль в экономической жизни страны. Японцем по происхождению является и бывший президент Перу — Альберто Фухимори. Большинство населения косты — испаноязычные метисы католического вероисповедания. В горах и на востоке страны преобладают люди индейского происхождения, составляющие около 52 % населения страны.

### Язык
Многие индейцы уже в значительной степени ассимилированы и говорят на испанском языке. Если в начале XX века он был родным лишь для трети перуанцев, то к 1960 году — более чем для 60 %, в настоящее время (по данным переписи 2001 года) — более чем для 80 %, хотя автохтонные языки (кечуа и аймара) тоже являются официальными, но также испытывают сильное влияние испанского, который, в свою очередь, представляет собой своеобразный языковой вариант, испытывающий влияние коренных языков.

### Крупнейшие города Перу
Около трети населения страны проживает в десятимиллионной столичной агломерации Лимы.

## Культура

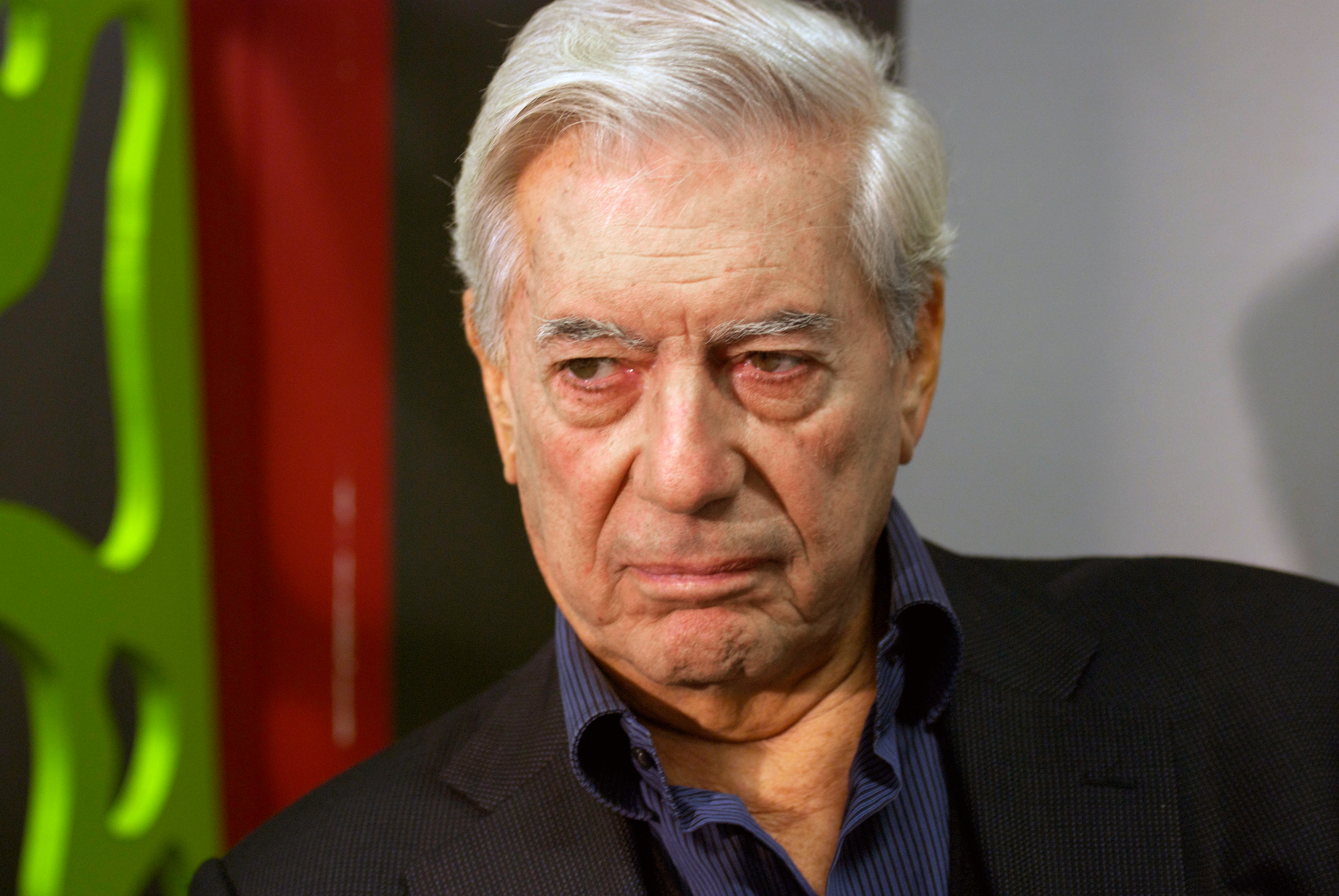
Марио Варгас Льоса

До испанской колонизации искусство на территории нынешнего Перу развивалось в ремёслах: гончарном, обработке камня, ювелирном, прядильном.
Литература уходит своими корнями в традиции устного творчества доколумбовых цивилизаций. Среди ярких представителей перуанской литературы Рикардо Пальма, Сиро Алегрия, Хосе Мария Аргедас, Сесар Вальехо, Марио Варгас Льоса.

### Музыка
- Национальный танец маринера с севера Перу
- Национальный танец маринера из Лимы
- Перуанская музыка в честь Анны Павловой

### Праздники
- 1 января — Новый год.
- 18 января — Неделя основания Лимы в Перу.
- Первая суббота февраля — День Писко Сауэр.
- Подвижная дата в марте-апреле — Чистый Четверг.
- Подвижная дата в марте-апреле — Страстная Пятница.
- 1 мая — День Труда.
- Первая суббота июня — День Рома.
- 28 июня — День Севиче.
- 29 июня — День Святых Петра и Павла.
- 28 июля — День Независимости (1821).
- 29 июля — День Независимости (второй день празднования).
- 30 августа — Санта-Роса-де-Лима (праздник отмечается в столице).
- 8 октября — Годовщина морского сражения при Ангамос (1879).
- 1 ноября — День Всех Святых.
- 8 декабря — Непорочное Зачатие.
- 25 декабря — Рождество.

## СМИ
Государственная телерадиокомпания IRTP включает в себя телеканал TV Perú, TV Perú Internacional, радиостанции Radio Nacional del Perú (запущена в 1925 году), Radio La Crónica AM (запущена в 1935 году), Radio Filarmonía (запущена в 1984 году), Radio Internacional del Perú.

## Различные вопросы
- Телекоммуникации в Перу
- Транспорт в Перу
- Вооружённые силы Перу
- Международные отношения Перу

## Внешняя политика

### Россия и Перу
C 21 июня 2011 года между двумя странами действует безвизовый режим. Граждане Российской Федерации и граждане Республики Перу, являющиеся владельцами действительных паспортов, за исключением дипломатических, служебных и официальных, дающих право на пересечение границы, могут въезжать, выезжать, следовать транзитом и пребывать на территории другого государства без виз до 90 дней в течение каждого периода в 180 дней, начиная с даты их первого въезда. Ранее властями Перу был введён в одностороннем порядке безвизовый режим для граждан России, прибывающих с целью туризма в эту страну на срок менее 90 дней.